# 한태순
한태순(韓太舜)(일본어: 韓太舜 ハン テスン[*], 1941년 ~ )는 일본의 정보 학자이다.
재일교포 정보이론가로 2010 섀넌상을 수상했다. 그는 간섭 채널 및 정보 스펙트럼 방법과 관련하여 상당한 공헌을 했다. 1990년에는 다중 사용자 정보 시스템 및 분산 신호 감지 시스템 이론에 기여한 공로로 IEEE 펠로우로 선출되었다.